# Regeringen Korvald
Regeringen Korvald var en norsk regering som tillträdde 18 oktober 1972 och satt till 16 oktober 1973. Det var en koalitionsregering bestående av Kristelig Folkeparti, Senterpartiet och Venstre. Statsminister var Lars Korvald och utrikesminister Dagfinn Vårvik.